# الكيمياء الترميمية
تشير الكيمياء الترميمة إلى موقع الهجوم من أول الأكسيد في تشكيل الرابطة المزدوجة من قبل الإنزيمات مثل الأحماض الدهنية المتقلبة. وهذا معامل ميكانيكي يتم تحديده عادة من خلال استخدام تجارب تأثير النظائر الحركية، استناداً إلى فرضية ان الخطوة الأولية لإنقسام رابطة (C-H) ينبغي ان تكون أكثر صعوبة من الناحية النشطة وبالتالي تكون أكثر حساسية لإستبدال النظائر من الخطوة الثانية لإنقسام رابطة (C-H) .